# ۸۶۴ (خورشیدی)
۸۶۴ هشتصد و شصت و چهارمین سال هجری خورشیدی است.